# Mehelya gabouensis
Mehelya gabouensis — вид змій родини Lamprophiidae. Ендемік Сенегалу.

## Поширення і екологія
Mehelya gabouensis відомі з типової місцевості, розташованої в центрі регіону Казаманс на півночі Сенегалу. Вони живуть в сухих суданських саванах, на березі річки Казаманс.